# 汉斯-保罗·博克纳
汉斯-保罗·博克纳（德語：Hans-Paul Bürkner, 1952年—）是一位德国企业家。是波士顿咨询公司首位欧洲籍董事长。

## 生平
1952年出生于德国下萨克森弗里斯兰县，先后获得波鸿鲁尔大学学士学位，耶鲁大学硕士学位，1976年考取罗德奖学金进入牛津大学圣凯瑟琳学院，并于1980年获得博士学位。毕业后进入德国商业银行，短暂工作后于1981年进入波士顿咨询公司任职，1987年成为公司合伙人，1998年进入董事会。2004年升任董事长兼首席执行官，2012年卸任首席执行官，改由李瑞麒接替，但继续担任董事长一职。